# Колимска низина
Колѝмската низина (на руски: Колымская низменность) е обширна низина в Североизточен Сибир, в североизточната част на Република Якутия на Русия.
Простира се на 750 km от бреговете на Източносибирско море на север до планинската система Черски на югозапад, а на юг достига до Алазейското и Юкагирското плато. Надморската ѝ височина е до 100 m с редки хълмове и височини до 200 – 300 m. Изградена е от езерно-речни песъчливи глини с мощност около 120 m. Климатът е субарктичен. По югоизточната и източната и периферия протича река Колима със своите притоци Ожогина, Седедема, Омолон, Анюй. От югозапад на североизток през нея текат реките Алазея с притока си Россоха, Голяма Чукоча и др. Ясно изразени термокарстови релефни форми, хиляди езера и блата. На юг преобладават заблатените лиственични редки гори, а северно от 69°с.ш. – храстово-тревистата тундра, преминаваща на северозапад в арктическа тундра. От животинския свят най-характерни са северните елени.

## Национален атлас на Русия
- Яно-Индигирская и Колымская низменности[2]